# Kuljenovci
Kuljenovci (szerbül: Куљеновци), település Bosznia-Hercegovinában, Derventa községben, a Szerb Köztársaság északi régiójában. 

## Fekvése
A település Bosznia-Hercegovina északi részén, Dobojtól légvonalban 34, közúton 43 km-re északnyugatra, községközpontjától légvonalban 2, közúton 3 km-re északnyugatra, a Matojica régióban, 132-202 méteres magasságban található.

## Népessége
| Nemzetiségi csoport | Népesség 1991 | Népesség 2013 |
| ------------------- | ------------- | ------------- |
| Szerb               | 40            | 15            |
| Bosnyák             | 3             | 4             |
| Horvát              | 504           | 56            |
| Jugoszláv           | 16            | 0             |
| Egyéb               | 12            | 1             |
| Összesen            | 575           | 76            |

## Története
A területén talált régészeti leletek tanúsága szerint itt már a késő bronzkorban erődített település állt. A település középkori előzményeiről tanúskodnak a középkori templom és temetőjének maradványai.
A település 1878-ig tartozott az Oszmán Birodalomhoz, ekkor a berlini kongresszus határozata alapján az Osztrák-Magyar Monarchia része lett. 1879-ben az első osztrák-magyar népszámlálás során a Derventi járáshoz tartozó településnek 34 háztartása, 108 római katolikus és 81 görög katolikus lakosa volt. 1910-ben a Derventai járáshoz tartozó településen 58 háztartást, 281 római katolikus, 69 ortodox és 10 görög katolikus lakost találtak. A monarchia szétesésével 1918-ban előbb a Szerb-Horvát-Szlovén Királyság, majd 1929-től a Jugoszláv Királyság része lett. 1921-ben a Derventai járáshoz tartozó településnek 419 lakosa volt, közülük 339 római katolikus, 65 ortodox és 15 görög katolikus volt. Az 1929-es törvény értelmében, amikor Bosznia-Hercegovinát négy banovinára, Drinskára, Vrbaskára, Zetskára és Primorskára osztották, a település a Vrbaska banovina (Orbászi bánság) része lett, amelynek székhelye Banja Luka volt. 1939-ben a közigazgatás átszervezésével a Hrvatska banovina (Horvát Bánság) része lett.
A második világháborúban Jugoszlávia megszállása után a Független Horvát Állam (NDH) része lett. A második világháború után 1992-ig a település a szocialista Jugoszlávia keretében a Bosznia-Hercegovinai Népköztársaság része volt. A boszniai háborút lezáró daytoni békeszerződés rendelkezése alapján az ország területét felosztották a Bosznia-hercegovinai Föderáció és a boszniai Szerb Köztársaság között. A békeszerződés utáni területmegosztási megállapodás értelmében a település Derventa község részeként a Boszniai Szerb Köztársasághoz került. 

## Nevezetességei
- Crkvina – középkori templom és temető maradványai. A templom keletelt, félköríves apszissal, melyben sírkamra található boltíves mennyezettel, benne csontvázas temetkezésekkel. A körülötte levő középkori temetőben húsz sírkövet találtak, a többi követ a későbbi kápolna építéséhez használták fel, melyet az egykori templom középső részén építettek fel. A lelőhely korát a 13. századra tették.[4]

- Gradina – őskori erőd maradványai. A lelőhely egy hosszúkás gerincen található, melynek két oldalát az agyagos talajba vágott mély árkokkal védték. A másik két oldalt a mély patakmeder meredek oldalai tették nehezen megközelíthetővé. Az erodált talajban apró edénytöredékeket találtak, melyek korát a késő bronzkorra tették.[4]